# 辻大樹
辻 大樹（つじ だいき、1992年2月21日 - ）は、日本の俳優。大阪府和泉市出身。劇団スーパー・エキセントリック・シアター所属。
趣味は手品、写真。特技はアクロバット、アクション、水泳、ヴィオラ。

## 出演作品

### テレビドラマ
- 仮面ライダーエグゼイド 第5、6話（2016年、テレビ朝日） - 窪田誠一
- 放送90年 大河ファンタジー 「精霊の守り人」 最終章 第3話（2017年、NHK総合テレビジョン）
- 相棒（テレビ朝日）
  - Season17 第12話（2019年） - 宮川俊介
  - Season20 第7話（2021年） - 荻野義彦
- アノニマス〜警視庁“指殺人”対策室〜（2021年、テレビ東京）

### テレビ番組
- あさイチ（2016年、NHK総合テレビジョン）

### 舞台
- 熱海五郎一座
  - プリティーウーマンの勝手にボディガード（2015年）
  - 熱闘老舗旅館ヒミツの仲居と曲者たち（2016年）
  - 翔べないスペースマンと危険なシナリオ（2019年）
  - Jazzyなさくらは裏切りのハーモニー 〜日米爆笑保障条約〜（2021年）
- 劇団SET
  - 第53回本公演「虹を渡る男たち」（2015年）
  - 第54回本公演「土九六村へようこそ」（2016年）
  - 第55回本公演「カジノ・シティをぶっとばせ‼ 〜丁半コマ揃いました〜」（2017年）
  - 第56回本公演「テクニカルハイスクールウォーズ〜鉄クズは夜作られる〜」（2018年）
  - 第57回本公演「ピースフルタウンへようこそ」（2019年）
  - 第58回本公演「世界中がフォーリンラブ」（2020年）
  - SET REBORN vol.1「相思相愛相乱島 -ある日王子が流れてきた-」（2021年）
  - 第59回本公演「太秦ラプソディ 〜看板女優と七人の名無し〜」（2021年）
- 「ROCK MUSICAL BLEACH」〜もうひとつの地上〜（2016年）
- Dance with Devils〜D.C.（ダ・カーポ）〜（2016年）
- 「カードファイト!! ヴァンガード」〜バーチャル・ステージ〜 リンクジョーカー編（2017年）
- ジョーカーゲーム（2017年）
- 逆転裁判 〜逆転のGOLD MEDAL〜（2019年） - ジュナン・マルットソン
- ハイパープロジェクション演劇「ハイキュー!!」"東京の陣"（2019年） - 高千穂恵也
- PARCO STAGE 「阿呆浪士」（2020年）
- パルコ・プロデュース「三十郎大活劇」（2022年）

### WEB
- AKBホラーナイト アドレナリンの夜 第38話（2016年、テレ朝動画）